# 巴甫洛夫菊石
巴甫洛夫菊石（學名：Pavlovia），又名巴甫洛夫菊石、巴氏菊石、雀羽菊石，是生存在侏羅紀末至白堊紀海洋中的一屬菊石，牠們是在侏羅紀晚期分布很廣的旋菊石科中典型的一員。其化石在英國和俄羅斯等地被發現。

## 特徵
巴甫洛夫菊石的特徵為具敞口反旋結構的外殼、圓形的旋環和殼表分叉狀的肋條。縫合線是複合的。

## 物種[1]
- Pavlovia (Epipallasiceras) Spath, 1936
- Pavlovia menneri Michailov, 1957
- Pavlovia pavlovi Michalsky, 1890

## 外部連結
- Pavlovia in the Paleobiology Database